# Build the Earth
Build the Earth (BTE) is een project dat zich toelegt op het creëren van de aarde op een schaal van 1:1 in Minecraft. Het project heeft honderdduizenden deelnemers en meer dan 6000 officieel geregistreerde bouwers. Om deel te nemen heb je enkel een Minecraft: Java Edition account nodig en toegang tot Discord.

## Organisatie
Gebruikers die zich officieel als bouwer willen registreren, kunnen dit doen op de officiële website van Build the Earth. De aarde is opgesplitst in verschillende bouwteams, ieder verantwoordelijk voor een bepaald geografisch gebied. De vereisten om deel te nemen aan een team zijn verschillend omdat ze niet allemaal dezelfde standaard op het vlak van kwaliteit van de gebouwen aanhouden.
De meeste bouwteams hebben Minecraft-servers gemaakt met behulp van de officiële modpack, wat hen toelaat een grotere hoogte te hebben waarbinnen gebouwd kan worden, in tegenstelling tot de zeer gelimiteerde hoogte die standaard beschikbaar is in Minecraft. Sommige bouwteams hebben zelfs 'hub'-servers gemaakt, die meerdere servers met elkaar verbinden en het voor nieuwe gebruikers gemakkelijker maken om lid te worden van de server van hun gewenste bouwteam.

### Discord
Alle organisatie en communicatie van het project gebeurt via de officiële Discord-server van het project. Individuele bouwteams hebben vaak ook hun autonome Discord-servers. Bijgevolg is het een vereiste dat elke bouwer van het project een Discord-account bezit.

### MineFact
De youtuber MineFact implementeerde een alternatief systeem voor Build the Earth dat niet afhankelijk is van mods en kan draaien op Minecraft 1.16, in plaats van de huidige versie van het Build the Earth-mod-pack, 1.12, dat afhankelijk is van de nieuwste versie die wordt ondersteund door CubicChunks. Hij ontwikkelde aanvankelijk het systeem om New York te bouwen, maar later was het de bedoeling dat het in andere grote steden zou worden gebruikt.

## Geschiedenis

### Begin
Op 21 maart 2020 bracht youtuber PippenFTS voor het eerst een video uit onder de titel The Earth in Minecraft, 1:1 scale... for the first time. Binnen een paar dagen ging de video viraal, met meer dan 11 miljoen views in september 2020. Eind maart 2020 waren de AHO-subreddit, Twitter- en Instagram-account opgezet en deze groeiden snel. Een Patreon-pagina werd gemaakt op 26 maart en verzamelde meer dan $ 250 per maand van meer dan 50 klanten. De Discord-server, waar het project werd gesynthetiseerd en wordt beheerd, had op 29 maart 50.000 leden en eind april 200.000.

### Peilingen
Op 3 april bracht PippenFTS een video uit waarin de problemen van de momenteel gebruikte projectie, de equirectangular projectie, worden geschetst, inclusief de "rampzalige" vervorming. Hij legde uit dat hij en zijn team na dagen van onderzoek zich hadden beperkt tot wat de volgende gebruikte projectie zou kunnen zijn voor de Mercator-projectie of een aangepaste versie van de Dymaxion-projectie, een "meer eigentijds ontwerp".
De volgende dag zette hij twee peilingen op op de Build the Earth Discord-server; de ene vraagt of de kaartprojectie moet worden gewijzigd, en de ander vraagt welke de nieuwe kaartprojectie moet zijn als deze zou veranderen. Negen dagen later werd de officiële kaartprojectie die voor het project werd gebruikt, bijgewerkt naar de aangepaste versie van Dymaxion, genaamd Modified Airocean. Vijf dagen later werd de officiële projectwebsite vrijgegeven.

### Samenwerkingen en reclame
Op Earth Day publiceerde Mojang een artikel over het project op hun website, waardoor nog meer gebruikers naar het project werden getrokken. Op 5 juli bracht MrBeast, een youtuber en influencer, een video uit waarin hij en een groep andere spelers zijn geboorteplaats, Raleigh, North Carolina, in 24 uur opnieuw opbouwden. De video werd 11 miljoen keer bekeken, hoewel de Discord-server niet zo veel nieuwe gebruikers zag als verwacht.

## Middelen

### Mods
Het Build the Earth-project is voornamelijk afhankelijk van de Terra 1-op-1-mod, die verantwoordelijk is voor het genereren van al het terrein, de straten, bouwgidsen, enz. Natuurlijk passen de dimensies van het echte leven meestal niet in de normale limieten van Minecraft. Het hangt dus van twee andere mods af om te functioneren:
- CubicChunks, dat in wezen de limiet van 256 blokken en de negatieve hoogtelimiet van vanille Minecraft omzeilt.
- CubicWorldGen, waarmee het genereren van terreinen in combinatie met CubicChunks kan worden aangepast.

Het officiële mod-pack biedt standaard ook een paar andere hulpprogramma-mods, die handig kunnen zijn bij het bouwen:
- JourneyMap, waarmee gebruikers hun omgeving op een minikaart kunnen zien.
- WorldEdit, een krachtige en bekende tool die wordt gebruikt om snel gebouwen te maken en aan te passen.
- Moeiteloos bouwen, vergelijkbaar met WorldEdit, maar met minder functies en een gebruikersvriendelijkere interface, een GUI.

Het bevat ook twee andere lichtgewicht mods, Performant en VanillaFix, die kunnen helpen bij bepaalde prestatieverbeteringen, hoewel ze niet strikt nodig zijn.
PippenFTS verklaarde dat "nu de CubicChunks-mod de verticale beperkingen van Minecraft doorbreekt, we nu de aarde in Minecraft kunnen ervaren zoals hij is, zonder enige vorm van verkleining."

### Terreingeneratie
Terra 1-to-1 gebruikt verschillende API-instances om een Minecraft-wereld te genereren op basis van real-life data. Deze omvatten een Mapzen Terrain Tile-instantie voor hoogtegegevens, een ArcGIS REST API-instantie om boombedekking te genereren en een Overpass-interpreter voor OpenStreetMap om water, wegen en gebouwcontouren te genereren.

### Kaartprojectie
De Terra 1-op-1 mod implementeert standaard verschillende kaartprojecties ; inclusief de transversale Mercator-, sinusoïdale, Equal Earth-, equirectangular en Dymaxion- of Airocean-projecties, en een aangepaste versie van de laatste, speciaal gemaakt voor het project, genaamd Modified Airocean of Airocean-edit. PippenFTS heeft een YouTube-video uitgebracht met de titel We are now ready to Build The Earth, 1: 1 scale in Minecraft, waarin hij het proces beschrijft dat is ondergaan om het te maken.
De gebruikte projectie kan per wereld worden geconfigureerd, hoewel het project vereist dat elke bijdragende bouwer en bouwteam de gemodificeerde Airocean-projectie gebruikt.